# Bud Lindenberg
Walter George Lindenberg, detto Bud (Fort Wayne, 13 settembre 1909 – Fort Wayne, 26 febbraio 1981), è stato un cestista statunitense, professionista nella NBL.

## Carriera
Giocò una stagione nella NBL, disputando 18 partite con 4,4 punti di media.